# Black Diamond (Waszyngton)
Black Diamond – miasto w Stanach Zjednoczonych, w stanie Waszyngton, w hrabstwie King.